# 柠檬酸镧
柠檬酸镧是一种羧酸盐，化学式为C6H5O7La。它的水合物可由氯化镧和柠檬酸钠在溶液中反应得到。它的水合物可以加热脱水，得到无定形的无水物。它在氮气中热分解，可以得到碳负载的氧化镧。